# Уряд Дубая
Уряд Дубая (араб. حكومة دبي) керує Еміратом Дубай, однією з семи складових монархій, які складають Об'єднані Арабські Емірати. Виконавчим органом влади є правитель Дубая шейх Мохаммед ібн Рашид Аль Мактум. Муніципалітет Дубая та численні інші органи управління знаходяться під його юрисдикцією.

## Перша леді Дубая
Перша леді Дубая (араб. سيدة الأولى في دبي) — ім'я старшої дружини та дружини правителя Дубая. Перша леді є головним матріархом і, як очікується, представлятиме Дубай в елегантності та поведінці. Зараз першою леді є Шейха Хінд, дружина шейха Мохаммеда ібн Рашида Аль Мактума.
Посада першої леді несе офіційні обов’язки, допомагаючи шейху, а також відкриваючи різні благодійні організації. Однією з благодійних організацій, з якими пов’язана Шейха Хінд, є Foodbank ОАЕ, вона є головою благодійної організації. Тим не менш, перша леді відвідує багато офіційних церемоній і державних функцій разом з еміром або замість нього. Вони також організовують заходи та громадські програми та зазвичай беруть участь у різних соціальних справах.